# Франклін-Ферніс (Огайо)
Франклін-Ферніс (англ. Franklin Furnace) — переписна місцевість (CDP) в США, в окрузі Сайото штату Огайо. Населення — 1525 осіб (2020).

## Географія
Франклін-Ферніс розташований за координатами 38°36′49″ пн. ш. 82°50′43″ зх. д. / 38.61361° пн. ш. 82.84528° зх. д. (38.613727, -82.845347).  За даними Бюро перепису населення США в 2010 році переписна місцевість мала площу 7,12 км², з яких 6,10 км² — суходіл та 1,02 км² — водойми.

## Демографія
Згідно з переписом 2010 року, у переписній місцевості мешкало 1660 осіб у 531 домогосподарстві у складі 385 родин. Густота населення становила 233 особи/км².  Було 612 помешкання (86/км²).
Расовий склад населення:
| - 87,8 % — білих - 9,8 % — чорних або афроамериканців - 0,6 % — корінних американців - 0,1 % — азіатів |

До двох чи більше рас належало 1,0 %. Частка іспаномовних становила 1,3 % від усіх жителів.
За віковим діапазоном населення розподілялося таким чином: 23,4 % — особи молодші 18 років, 62,9 % — особи у віці 18—64 років, 13,7 % — особи у віці 65 років та старші. Медіана віку мешканця становила 33,8 року. На 100 осіб жіночої статі у переписній місцевості припадало 126,5 чоловіків;  на 100 жінок у віці від 18 років та старших — 116,2 чоловіків також старших 18 років.
Середній дохід на одне домашнє господарство  становив 49 991 долар США (медіана — 30 714), а середній дохід на одну сім'ю — 61 507 доларів (медіана — 42 250). За межею бідності перебувало 30,8 % осіб, у тому числі 64,7 % дітей у віці до 18 років та 5,4 % осіб у віці 65 років та старших.
Цивільне працевлаштоване населення становило 481 осіб. Основні галузі зайнятості: роздрібна торгівля — 24,1 %, освіта, охорона здоров'я та соціальна допомога — 20,0 %, транспорт — 16,4 %.